# Zinowiewia
Zinowiewia es un género de plantas con flores   pertenecientes a la familia Celastraceae. Comprende 17 especies descritas y de estas, solo 9 aceptadas.

## Taxonomía
El género fue descrito por  Porphir Kiril Nicolai Stepanowitsch Turczaninow y publicado en Bulletin de la Société Impériale des Naturalistes de Moscou 32(1): 275–276. 1859. La especie tipo es: Zinowiewia integerrima (Turcz.) Turcz. 

## Especies seleccionadas
- Zinowiewia australis
- Zinowiewia aymardii
- Zinowiewia concinna